# لاطران
لاطران هي قرية في مقاطعة سرعين، إيران. عدد سكان هذه القرية هو 168 في سنة 2006.